# Чернявський Арсен Петрович
Арсе́н Петрович Черня́вський (2 березня 1889 або 1890 — 4 жовтня 1944, Прага, Чехія) — військовий та політичний діяч, член Українського Генерального Військового Комітету, член Української Центральної Ради, підполковник Армії УНР.

## Життєпис
Останнє звання у російській армії — поручик.
На І Всеукраїнському військовому з'їзді 5—12.5.1917 р. був обраний членом Українського Генерального Військового комітету (УГВК), відтак членом Української Центральної Ради.
З кінця липня 1917 р. — представник УГВК при штабі Московського військового округу, організатор українських частин у Москві.
З жовтня 1917 р. — начальник військово-шкільного відділу УГВК.
З грудня 1917 р. — помічник начальника управління та начальник загального відділу управління військово-навчальних закладів Українського Генерального штабу Центральної Ради.
З 3.3.1918 р. — начальник загального відділу управління військово-навчальних закладів Військового міністерства УНР. Згодом — старшина Військового міністерства Української Держави та Військового міністерства УНР.
З 1922 р. — доцент геології, мінералогії та метеорології Української господарчої академії. в Подєбрадах. Автор записок про роль С. Петлюри у створенні української армії, написаних в еміграції.
Від 1939 року — православний священик.
Похований на Ольшанському кладовищі.

## Родина
Дружина - Лідія (2 Oct 1890 - 26 Feb 1970), донька - Аріадна (5 Feb 1916 - 19 Feb 1978), син - Ярослав (14 Лют 1919 - Бер 1960)

## Нагороди
- Орден Визволення[1]